# Escuts i banderes de la Ribera d'Ebre

Escut oficial de la Ribera d'Ebre

Els escuts i banderes de la Ribera d'Ebre són el conjunt d'escuts i banderes dels municipis de la Ribera d'Ebre. En aquest article s'hi inclouen els escuts i les banderes oficialitzats per la Generalitat des del 1981 per la Conselleria de Governació què en té la competència. Pel que fa als escuts comarcals cal dir que s'han creat expressament per representar els Consells i, per extensió, són el símbol de tota la comarca.
El camper d'or amb el cap de sable, armes dels barons d'Entença, es troba l'escut de Garcia, que havia estat antigament dins de la baronia.
Els municipis de Benissanet, Móra la Nova, Tivissa, la Torre de l'Espanyol i Vinebre no tenen ni escut ni bandera oficials.

## Escuts oficials

Ascó Aprovat el 6 d'agost de 1985.
Flix Publicat al DOGC el 7 de març de 2005.
Garcia Aprovat el 4 d'agost de 1987.
Ginestar Publicat al DOGC el 24 de gener de 1996.
Miravet Aprovat el 26 de juliol de 1988.
Móra d'Ebre Publicat al DOGC el 24 de maig de 2006.
la Palma d'Ebre Aprovat el 19 de maig de 1987.
Rasquera Publicat al DOGC el 24 de maig de 2006.
Riba-roja d'Ebre Publicat al DOGC el 3 de febrer de 1989.
EMD de la Serra d'Almos Publicat al DOGC el 3 d'abril de 2014.

## Banderes oficials

Flix Aprovada el 29 de gener de 2010.
Ginestar Publicada al DOGC el 26 d'octubre de 1994.
Móra d'Ebre Publicada al DOGC el 3 de maig de 2010.
Riba-roja d'Ebre Publicada al DOGC el 9 de desembre de 1992.